# Langues édoïdes
Les langues edoïdes constituent une sous-branche de la famille des langues nigéro-congolaises, classé avec les langues voltaïco-nigériennes. Elles sont parlées au Nigeria.